# Anton von Fischer
Johann Anton von Fischer (* 1. November 1792 in Würzburg; † 13. Juni 1877 in München, geboren als Johann Anton Fischer) war ein bayerischer Verwaltungsbeamter.

## Leben
Anton von Fischers Eltern waren der Metzgermeister Adam Fischer und dessen Ehefrau Anna Maria Vollert.
Er studierte Rechtswissenschaften in Würzburg und Göttingen und trat nach seiner Promotion in den bayerischen Staatsdienst ein. Ab 1832 war er Regierungsrat bei der Regierung des Oberdonaukreises und ab 1838 Regierungsdirektor bei der Regierung von Oberbayern. Er war von 1837 bis 1848 Mitglied der Kammer der Abgeordneten der Bayerischen Ständeversammlung. Von 1843 bis 1849 war er Regierungspräsident von Schwaben mit Sitz in Augsburg. Anschließend wirkte er bis zu seiner Pensionierung 1875 als Staatsrat in München, u. a. als Ministerverweser des Finanzministeriums 1858 bis 1859 und des Staatsministeriums der Justiz 1867.

## Ehrungen und Auszeichnungen
- 1849 Ehrenbürgerwürde der Stadt Augsburg
- 1874 Erhebung in den erblichen Adelsstand

## Familie
Fischer heiratete am 1. Mai 1828 in Würzburg Franziska Loritz (* 1807; † 20. Juni 1879). Das Paar hatte mehrere Kinder:
- Karl Adam Edmund Maria (* 1. Oktober 1829; † 8. Januar 1896), bayrischer Regierungsrat ⚭ 1865 Emma Charlotte Angela Erhardt (* 22. Oktober 1843; † 5. Juni 1891)
- Adalbert Johann Michael Hugo (* 9. Februar 1832), bayrischer Forstmeister

⚭ 1862 Johanna Seeböckh († 27. Juni 1864)
⚭ 1868 Bettina Rau
- Philipp Wilhelm Leonhard (* 13. November 1834; † 4. November 1891), bayrischer Major
- Adelinde Anna Franziska (* 4. August 1837) ⚭ 1857 Joseph von Höß († 18. März 1908), Präsident des obersten Rechnungshofes